# Francisco de Paula Santander
Francisco José de Paula Santander y Omaña (Villa del Rosario de Cúcuta, Colombia, 2 tháng 4 năm 1792 – Santafé de Bogotá, Colombia, 6 tháng 5 năm 1840), là một nhà lãnh đạo quân sự và chính trị Colombia trong cuộc chiến tranh giành độc lập năm 1810 của Hoa Kỳ Các tỉnh của Tân Granada (Colombia ngày nay). Ông là Chủ tịch của Gran Colombia trong khoảng thời gian từ 1819 đến 1826, và sau đó được Quốc hội bầu làm Chủ tịch Cộng hòa Tân Granada trong khoảng thời gian từ 1832 đến 1837. Santander được gọi là "Người đàn ông của pháp luật" ("El Hombre de las Leyes").
Sau Santander, đã có một cuộc đụng độ với Bolívar do sự phân tâm chính trị. Santander ủng hộ việc thành lập một chính phủ liên bang, hạn chế các đặc quyền của nhà thờ và thực hiện các cải cách miễn phí; Bolivar ủng hộ việc thành lập một chính phủ tập trung. Năm 1828, Santander bị buộc tội liên quan đến vụ giết người Bolivar, bị kết án tử hình, và sau đó bị kết án lưu đày. Ông bị đày đến Châu Âu và Hoa Kỳ.
Năm 1830, Cộng hòa Colombia sụp đổ. Năm 1832, Santander được bầu làm tổng thống Cộng hòa Tân Granada. Sau khi hết hạn vào năm 1837, ông là thượng nghị sĩ.